# Marathon van Rome 1990
De marathon van Rome 1990 werd gelopen op zondag 22 april 1990. Bij nameting bleek de wedstrijdafstand 67 meter korter te zijn dan de officiële marathonafstand. Deze wedstrijd was een voorloper van de marathon van Rome.
De Ethiopiër Gebre Tadesse kwam bij de mannen als eerste over de streep in 2:10.28. De Italiaanse Silvana Cucchietti won bij de vrouwen in 2:34.21.

## Uitslagen
Mannen
| rang   | naam                 | land     | tijd    |
| ------ | -------------------- | -------- | ------- |
| Goud   | Gebre Tadesse        | ETH      | 2:10.28 |
| Zilver | Leikun Gebremadhin   | ETH      | 2:12.04 |
| Brons  | Muluken Misker       | ETH      | 2:12.10 |
| 4      | Reta Negasa          | ETH      | 2:13.29 |
| 5      | Pawel Tarasiuk       | POL      | 2:14.09 |
| 6      | Werner Mory          | BEL      | 2:14.29 |
| 7      | Moacir Marconi       | BRA      | 2:16.28 |
| 8      | Onbekend             | Onbekend | 2:16.57 |
| 9      | Krzysztof Niedziolka | POL      | 2:17.12 |
| 13     | Antonio Erotavo      | ITA      | 2:26.22 |

Vrouwen
| rang   | naam               | land | tijd    |
| ------ | ------------------ | ---- | ------- |
| Goud   | Silvana Cucchietti | ITA  | 2:34.21 |
| Zilver | Eva Petrik         | HUN  | 2:36.30 |
| Brons  | Valentina Enaki    | MDA  | 2:39.40 |
| 4      | Pascaline Wangui   | KEN  | 2:40.06 |
| 5      | Rhonda Mallinder   | AUS  | 2:47.00 |
| 6      | Janina Saxer       | SUI  | 2:48.27 |

1982 ·
1983 ·
1984 ·
1985 ·
1986 ·
1987 ·
1988 ·
1989 ·
1990 ·
1991 ·
1995 ·
1996 ·
1997 ·
1998 ·
1999 ·
2000 ·
2001 ·
2002 ·
2003 ·
2004 ·
2005 ·
2006 ·
2007 ·
2008 ·
2009 ·
2010 ·
2011 ·
2012 ·
2013 ·
2014 ·
2015 ·
2016 ·
2017